# Autobahnring Hefei
Der Autobahnring von Hefei (chinesisch 合肥绕城高速公路, Pinyin Héféi ràochéng gāosù gōnglù, englisch Hefei Ring Expressway), chin. Abk. G4001, ist ein lokaler Autobahnring rund um die Metropole Hefei im Osten der Volksrepublik China. Er weist eine Länge von 105 km auf. Auf Teilen des Autobahnrings verlaufen die überregionalen Autobahnen G3, G40 und G42. 